# 八木美代子
八木 美代子（やぎ みよこ、1963年8月29日 - ）は、主に1980年代に活動していた日本の歌手。宮崎県小林市出身。本名、柳瀬 瑞代（やなせ みずよ）。身長157cm。当時所属していた事務所は「サウンドファミリー」。

## 来歴・人物
子供の頃から歌うことが大好きで、地元でのど自慢大会があるたびに必ず出場し、のど自慢で“賞金稼ぎ”と名を馳せていたという。一方で中学生時代から陸上競技の選手で、走り幅跳び、短距離走などが得意だった。そして中学生の頃から歌手・芸能界を目指すようになる。1980年、テイチク45周年記念『オール九州タレントスカウト大会』にて準優勝、これでデビューのきっかけをつかみ、1981年4月25日にテイチクよりリリースされたシングル『シークレット・ラブ』でデビュー。デビューに際して付けられたキャッチフレーズは「さわやかなミルキーギャル」。芸能界デビュー後、東京都立稲城高等学校から堀越高等学校へ転校。
テレビ東京『美代子の夕焼け歌謡曲』（月曜〜金曜 17:49〜17:55）の司会、テレビ朝日『アイドルパンチ』などに出演、花王愛の劇場『わが子よII』（TBS）には主題歌『青空天使』が起用されている。
リリースされたシングルのうち、特に『男と女のwaltz』は『西部警察 PART-II』の、『つ・ま・ん・な・い』は『西部警察 PART-III』の共に挿入歌として起用されており、八木自身も両作にスナック「セブン」の2代目“歌姫”（これら挿入歌を自ら劇中で歌う）「美代子」役でレギュラー出演していた。
シングル5枚をリリースした後、スタジオミュージシャンに転向。MIYOKOという名前で、CMソングや子供向けの歌などを歌唱し、その数は300曲以上になる。2000年に株式会社ベイビィジェイを設立し、本名の柳瀬瑞代名義で代表取締役社長に就任。2016年にフリーランスの女性が中心のコミュニティー「驚異の女子会ティラノサウルス」の運営を代表として開始する。

コロナ禍、最前線でウィルスと闘う医療従事者やエッセンシャルワーカに向けた感謝の楽曲、
世界中の命からあなたへ「A・RI・GA・TO」を日本語、英語、ポルトガル語で歌い、
世界に向け配信。国連、NYの消防局、衛生局、交通局からは、感謝のメッセージが届く。

2024年2月9日発売の西部警察特集本「西部警察PERSONAL8」にスペシャルインタビュー掲載
http://www.seishisha.co.jp/catalog/369.html

## ディスコグラフィー

### シングル
| 発売日        | レーベル | 面 | タイトル                | 作詞       | 作曲     | 編曲            | 規格品番 | 備考 |
| ------------- | -------- | -- | ----------------------- | ---------- | -------- | --------------- | -------- | --- |
| 1981年4月25日 | テイチク | A  | シークレット・ラブ      | 中山大三郎 | 鈴木邦彦 | 若草恵          | UE-505   | |
| 1981年4月25日 | テイチク | B  | 最後のバラをあなたに    | 中山大三郎 | 鈴木邦彦 | 若草恵          | UE-505   | |
| 1981年        | テイチク | A  | 夢少女                  | 古田喜昭   | 古田喜昭 | 若草恵          | UE-511   | |
| 1981年        | テイチク | B  | 街路樹                  | 初信之介   | 小杉保夫 | 若草恵          | UE-511   | |
| 1982年        | テイチク | A  | 青空天使                | 高田ひろお | 青山八郎 | 河野土洋        | UE-523   | 『青空天使』はTBSテレビ系放送の 花王愛の劇場『わが子よII』主題歌。 『夕焼けセレナーデ』は同作の挿入歌。                               |
| 1982年        | テイチク | B  | 夕焼けセレナーデ        | 竜真知子   | 大貫妙子 | 若草恵          | UE-523   | 『青空天使』はTBSテレビ系放送の 花王愛の劇場『わが子よII』主題歌。 『夕焼けセレナーデ』は同作の挿入歌。                               |
| 1982年        | テイチク | A  | 男と女のwaltz（ワルツ） | 古田喜昭   | 古田喜昭 | 若草恵          | UE-572   | 『男と女のwaltz（ワルツ）』は 『西部警察 PART-II』挿入歌。                                                                            |
| 1982年        | テイチク | B  | 美しいわあなた          | 古田喜昭   | 古田喜昭 | 若草恵          | UE-572   | 『男と女のwaltz（ワルツ）』は 『西部警察 PART-II』挿入歌。                                                                            |
| 1983年        | テイチク | A  | つ・ま・ん・な・い      | 古田喜昭   | 古田喜昭 | 若草恵          | UE-598   | 『つ・ま・ん・な・い』は 『西部警察 PART-III』挿入歌。 また同曲は、1985年に三田寛子の シングル曲『死ぬまで笑ってて…』としてリメイク。 |
| 1983年        | テイチク | B  | RAINBOW                 | 古田喜昭   | 古田喜昭 | 牧野三郎 若草恵 | UE-598   | 『つ・ま・ん・な・い』は 『西部警察 PART-III』挿入歌。 また同曲は、1985年に三田寛子の シングル曲『死ぬまで笑ってて…』としてリメイク。 |